# Коморувко (Нижньосілезьке воєводство)
Коморувко (пол. Komorówko) — село в Польщі, у гміні Тшебниця Тшебницького повіту Нижньосілезького воєводства.
Населення — 229 осіб (2011).
У 1975-1998 роках село належало до Вроцлавського воєводства.

## Демографія
Демографічна структура станом на 31 березня 2011 року:
|          | Загалом | Допрацездатний вік | Працездатний вік | Постпрацездатний вік |
| -------- | ------- | ------------------ | ---------------- | -------------------- |
| Чоловіки | 120     | 36                 | 82               | 2                    |
| Жінки    | 109     | 27                 | 63               | 19                   |
| Разом    | 229     | 63                 | 145              | 21                   |